# خوراک یا سوخت

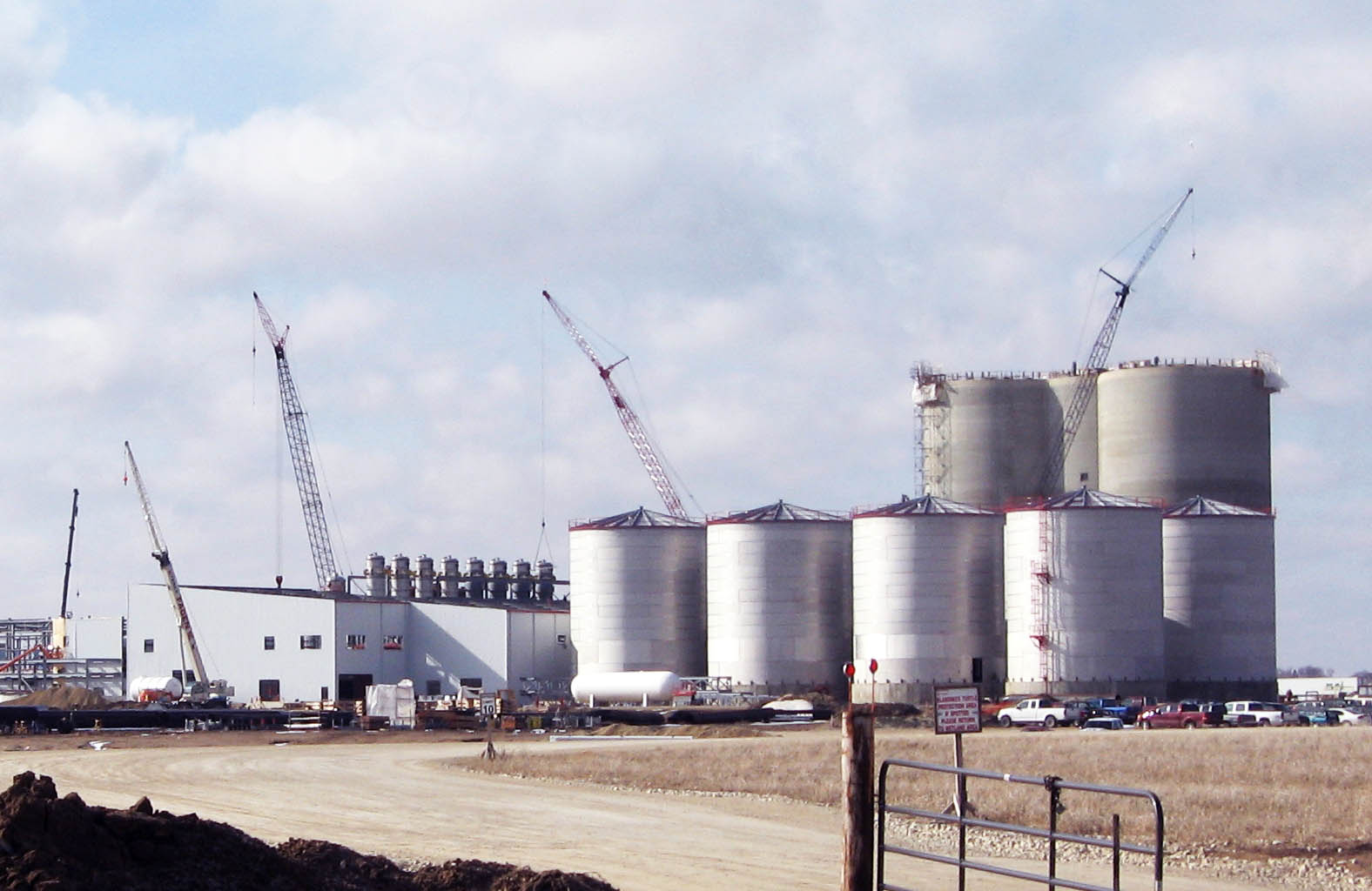
یک نیروگاه سوخت اتانول، آیاوا

خوراک یا سوخت، دوراهی‌ای در زمینه خطر تغییر کاربری زمین‌های کشاورزی برای تولید سوخت‌های زیستی است که به زیان امنیت غذایی می‌باشد. بحث‌های مربوط به قیمت غذا و سوخت‌های زیستی شامل دیدگاه‌های گسترده‌ای است و بسیار طولانی و بحث‌برانگیز بوده‌است. اختلاف‌نظر در مورد اهمیت موضوع وجود دارد، چه چیزی باعث آن می‌شود، و چه باید برای بهبود وضعیت انجام شود. این پیچیدگی و عدم اطمینان ناشی از شمار بسیاری از اثرات و بازخوردها است که می‌تواند به‌طور مثبت یا منفی بر نظام قیمت‌گذاری تأثیر بگذارد. علاوه‌بر این، توانایی‌های نسبی این تأثیرات مثبت و منفی در کوتاه‌مدت و درازمدت متفاوت است و شامل تأثیراتی با تأخیر است. بخش علمی این بحث نیز با به‌کارگیری مدل‌های اقتصادی گوناگون و شکل‌های رقابت آماری تحلیل می‌شود.